# 高橋知幸
高橋 知幸（たかはし ともゆき、1982年2月2日 - ）は、東海テレビに所属するアナウンサー、ショートトラックスピードスケート選手。元新潟放送アナウンサー。

## 略歴
東京都羽村市出身。少年期からスポーツ好きで、ショートトラックは小学4年時から始めた。明法中学・高等学校へ進学し、中学時代は学校のサッカー部でフォワードを務めた。ストライカータイプではなく、ボールを追いかけ回し、ゴールが近いところでシュートを打つプレースタイルであった。こうしたスポーツを通じた経験や羽村市が制作するテレビはむらの取材を受けたこと等から、東洋大学進学後は「スポーツの感動を伝える仕事をしたい!」とマスメディア志望の動機を固め、テレビ朝日アスクでアナウンスの技術を学ぶ。
そして大学卒業後の2004年春、新潟放送に入社。ショートトラックは大学卒業とともに一旦現役を退いたが、取材を通じて新潟県がスケート後進県である事を知り「少しでも子ども達がスケートに興味を持ち、新潟が国体で上位に食い込めるように力になりたいです」と一念発起し、翌2005年開催のやまなし・ゆめふじ国体（冬季）の出場を目指して現役復帰を決意した。秋から練習を再開し、12月11日の県代表選考会で代表に内定。仕事の合間や休日には県内でリンクが整備されている柏崎市や上越市へ通い詰め、年末年始も返上して汗を流した。そして2月、成年男子5000mリレーに出場した高橋は新潟県を6位に導く活躍を見せ、2008年シーズンに一線を退くまで冬季国民体育大会にショートトラック新潟県代表として出場した。
また入社2年目の2005年からは、BSNのアナウンサー・パーソナリティがリスナー・視聴者と共にホノルルマラソン出場を目指すイベント『キリンビバレッジ ランランクラブ』のホスト役を務めており、2009年で5年目を迎えた。
番組を通じて取得した温泉ソムリエの資格を有する。体育会系出身とあって、後輩の喜谷知純と並び称されるBSN随一の熱血漢で、リスナーやスタッフからは「BSNで最も暑苦しい男」という妙な称号を宛がわれた程である。
9年間の新潟放送でのアナウンサーを経て2013年4月より、東海テレビへ移籍。

## 現在の出演番組
（2021年8月現在）
- FNN Live News days（ローカルパート）
- FNN Live News α（ローカルパート）
- FNN東海テレニュース
- めざましテレビ(ローカルパート)
- めざましどようび（ローカルパート）
- S-PARK（ローカルパート）
- スポーツ中継
  - KEIBA BEAT

次はいずれも東海テレビ制作の中日ドラゴンズ戦中継
  - Enjoy! Baseball（ローカル中継時のタイトルは「DRAGONS LIVE」）
  - 三重テレビナイター（三重テレビ）
  - J SPORTS STADIUM（J SPORTS）
- 東海ラジオガッツナイター - 東海テレビが実質的な筆頭株主である東海ラジオ放送との人材交流の一環。2023年から随時出演

## 過去の出演番組

### BSN新潟放送
テレビ
- 消費生活バラエティ　金曜パラダイス（メインキャスター）
- Nスタ新潟（不定期）
- BSN NEWS（不定期）
- ワンダフル競馬
- イブニング王国!

ラジオ
- 新潟日報ニュース（不定期）
- 近藤丈靖の独占!ごきげんアワー（キリンビバレッジ ランランクラブ、毎年6月中旬～11月）
- BSNラジオ競馬中継

### 東海テレビ
- FNNプライムニュース デイズ（ローカルパート）
- FNNプライムニュース α（ローカルパート）
- ニュースOne（月曜フィールドキャスター）

## 競馬GI実況歴
- 高松宮記念（2024年～）
- チャンピオンズカップ（2020年～2023年）

その他
- シンザン記念（2021年）
- 日経新春杯（2021年〜2022年、2025年）
- 東海テレビ杯東海ステークス（2018年〜2019年、2023年）
- シルクロードステークス（2022年）
- きさらぎ賞（2023年）
- 金鯱賞（2020年）
- CBC賞（2023年、2025年）
- プロキオンステークス（2016年〜2019年）
- 小倉記念（2024年）
- セントウルステークス（2020年）
- 神戸新聞杯（2024年）